# Associazione Sportiva Martina Franca 1947 2013-2014
Questa pagina raccoglie le informazioni riguardanti l'Associazione Sportiva Martina Franca 1947 nelle competizioni ufficiali della stagione 2013-2014.

## Rosa
| N. |                    | Ruolo | Calciatore          |
| -- | ------------------ | ----- | ------------------- |
|    | Italia (bandiera)  | C     | Sebastiano Aperi    |
|    | Italia (bandiera)  | C     | Pietro Arcidiacono  |
|    | Italia (bandiera)  | A     | Alessandro Belleri  |
|    | Italia (bandiera)  | C     | Lorenzo Belli       |
|    | Italia (bandiera)  | A     | Giacomo Bilello     |
|    | Italia (bandiera)  | C     | Giuseppe Bozzi      |
|    | Italia (bandiera)  | P     | Marco Bleve         |
|    | Italia (bandiera)  | C     | Giordano Casciani   |
|    | Italia (bandiera)  | C     | Umberto De Lucia    |
|    | Italia (bandiera)  | C     | Raffaele De Martino |
|    | Italia (bandiera)  | D     | Stefano De Vita     |
|    | Italia (bandiera)  | C     | Luca Di Lauri       |
|    | Senegal (bandiera) | C     | Ousmane Diop        |
|    | Italia (bandiera)  | D     | Ernesto Dispoto     |
|    | Italia (bandiera)  | A     | Nicola Gai          |
|    | Italia (bandiera)  | A     | Paride Gigli        |
|    | Italia (bandiera)  | C     | Luca Guadalupi      |

| N. |                      | Ruolo | Calciatore            |
| -- | -------------------- | ----- | --------------------- |
|    | Italia (bandiera)    | D     | Sedrick Kalombo       |
|    | Italia (bandiera)    | C     | Marco Ilari           |
|    | Argentina (bandiera) | A     | Facundo Lescano       |
|    | Italia (bandiera)    | P     | Francesco Leuci       |
|    | Albania (bandiera)   | D     | Hysen Memolla         |
|    | Italia (bandiera)    | D     | Leonardo Nonni        |
|    | Italia (bandiera)    | D     | Carmelo Nucera        |
|    | Argentina (bandiera) | A     | Gerardo Masini        |
|    | Italia (bandiera)    | P     | Nicola Modesti        |
|    | Italia (bandiera)    | A     | Adriano Montalto      |
|    | Italia (bandiera)    | A     | Nicola Petrilli       |
|    | Italia (bandiera)    | C     | Alessandro Provenzano |
|    | Italia (bandiera)    | A     | Roberto Rocchi        |
|    | Italia (bandiera)    | D     | Davide Salvatori      |
|    | Italia (bandiera)    | C     | Vittorio Salustri     |
|    | Italia (bandiera)    | D     | Pietro Zammuto        |
|    | Italia (bandiera)    | D     | Giuseppe Zampano      |